# Didona
Didona (numită și Elissa) a fost, conform legendei, întemeietoarea cetății Carthago (Cartagina, în Tunisia de azi).
Didona, numită și Elissa, a fost o prințesă de origine feniciană, fiica unui rege tirian și soră cu Pygmalion. La moartea tatălui lor cei doi frați i-au moștenit tronul. Dido s-a căsătorit cu un înalt dregător și preot al lui Heracles, pe nume Sichaeus. Ca să pună mâna pe bogățiile acestuia, Pygmalion l-a asasinat. Nu și-a putut atinge însă scopul, pentru că Didona a încărcat într-ascuns averea lui Sichaeus pe mai multe corăbii și a fugit pe mare, împreună cu alți numeroși fenicieni, care au urmat-o. Ajunși pe coasta Africii, fugarii au cerut adăpost localnicilor. Aceștia le-au făgăduit în dar un petic de pământ, cât vor putea cuprinde cu o piele de taur. Tăind pielea în fâșii foarte subțiri, Didona a reușit să încercuiască o întindere atât de mare de pământ, încât a ridicat pe locul acela o cetate. Prosperitatea noii așezări a atras însă privirile invidioase ale celor din jur. Iarbas, un rege vecin, i-a cerut mâna Didonei, amenințând cu război cetatea, în cazul în care ar fi fost refuzat. Credincioasă memoriei primului ei soț și ca să-și scape supușii de urgia războiului, Didona și-a înălțat singură un rug funerar și s-a sinucis, arzând în flăcări. 
După o altă versiune (Eneida lui Vergiliu), Didona s-ar fi îndrăgostit de Aeneas, care în drumul lui spre Italia ar fi poposit pe țărmurile Cartaginei. Iubită și ulterior părăsită de erou, ea s-a sinucis. În Eneida, Didona are și o soră, Anna (devenită ulterior nimfă și nemuritoare, sub numele de Anna Perenna).